# تشو ين جونغ
تشو يُن جونغ ((الكورية: 조윤정)، ويكتب خطأ: تشو يون جيونج) مواليد 2 أبريل 1979 في كوريا، هي لاعبة كرة مضرب كورية جنوبية سابقة بدأت مسيرتها كمحترفة سنة 1996 وكانت تلعب باليد اليمنى، اعتزلت اللعب في 2008. أعلى تصنيف لها في الفردي كان المركز الـ 45 في سنة 2003. سبق أن شاركت في دورة الألعاب الأولمبية الصيفية.

## النهائيات

### الفردي: 3 (0–3)
| الحصيلة | الرقم | التاريخ        | الدورة                              | الأرضية | المنافس               | النتيجة       |
| ------- | ----- | -------------- | ----------------------------------- | ------- | --------------------- | ------------- |
| الوصافة | 1.    | 10 نوفمبر 2002 | باتايا، تايلاند                     | صلبة    | أنجيليك ويدجاجا       | 2–6, 4–6      |
| الوصافة | 2.    | 5 يناير 2003   | أوكلاند المفتوحة للسيدات، نيوزيلندا | صلبة    | إيليني دانيليدو       | 4–6, 6–4, 6–7 |
| الوصافة | 3.    | 13 يناير 2006  | كانبرا الدولية، أستراليا            | صلبة    | أنابيل ميدينا غاريغيس | 6–4, 0–6, 6–4 |

## روابط خارجية
- تشو ين جونغ على موقع رابطة محترفات التنس (الإنجليزية)
- تشو ين جونغ على موقع الاتحاد الدولي لكرة المضرب (الإنجليزية)
- تشو ين جونغ على موقع كأس بيلي جين كينغ (الإنجليزية)
- تشو ين جونغ على موقع خلاصة التنس.كوم (الإنجليزية)
- تشو ين جونغ على موقع اللجنة الأولمبية الدولية (الإنجليزية)
- تشو ين جونغ على موقع أوليمبيديا (الإنجليزية)